# Moose Pass
Moose Pass est une localité d'Alaska (CDP) aux États-Unis située dans la Péninsule Kenai, faisant partie du Borough de la péninsule de Kenai. Sa population était de 219 habitants en 2010.

## Géographie

### Situation
Entourée par les montagnes Chugach, Moose Pass se trouve à 160 kilomètres au sud d'Anchorage et à 48 kilomètres au nord de Seward, sur la Seward Highway au kilomètre 46, le long de Upper Trail Lake.

### Démographie
| 1940 | 1950 | 1960 | 1970 | 1980 | 1990 |
| ---- | ---- | ---- | ---- | ---- | ---- |
| 84   | 70   | 136  | 53   | 76   | 81   |

| 2000 | 2010 | - | - | - | - |
| ---- | ---- | - | - | - | - |
| 206  | 219  | - | - | - | - |

### Climat
Les températures moyennes vont de −10 °C à −3 °C en janvier et de 7 °C à 18 °C en juillet.
| Mois                                  | jan.     | fév.     | mars     | avril    | mai     | juin    | jui.    | août    | sep.     | oct.     | nov.     | déc.     | année    |
| ------------------------------------- | -------- | -------- | -------- | -------- | ------- | ------- | ------- | ------- | -------- | -------- | -------- | -------- | -------- |
| Température minimale moyenne (°C)     | −12,9    | −10,6    | −9,9     | −3,1     | 1,1     | 5,6     | 8,2     | 7,1     | 3,2      | −2,6     | −8,1     | −11,1    | −2,8     |
| Température moyenne (°C)              | −8,8     | −6,2     | −4,2     | 2,1      | 7       | 11,4    | 13,4    | 12,3    | 7,9      | 1,4      | −4,6     | −6,9     | 2,1      |
| Température maximale moyenne (°C)     | −4,6     | −1,8     | 1,4      | 7,1      | 12,8    | 17,4    | 18,7    | 17,6    | 12,7     | 5,3      | −1,1     | −2,8     | 6,9      |
| Record de froid (°C) date du record   | −42 1973 | −44 1943 | −34 1971 | −27 1985 | −9 1984 | −4 1977 | −2 1967 | −3 1984 | −11 1992 | −23 1985 | −29 1994 | −38 1942 | −44 1943 |
| Record de chaleur (°C) date du record | 14 2014  | 10 1970  | 15 2016  | 18 1995  | 27 1993 | 32 1943 | 32 1999 | 30 2004 | 23 2016  | 16 1967  | 12 1986  | 10 1985  | 32 1943  |
| Précipitations (mm)                   | 87,9     | 133,4    | 54,9     | 57,7     | 53,3    | 44,2    | 61,7    | 95,5    | 153,4    | 137,4    | 107,4    | 85,1     | 1 071,9  |
| dont neige (cm)                       | 29,5     | 27,4     | 27,9     | 4,6      | 0       | 0       | 0       | 0       | 0        | 6,6      | 27,7     | 53,3     | 177      |
| Nombre de jours avec précipitations   | 11,5     | 10,2     | 8,3      | 7,9      | 6,6     | 6,9     | 7,3     | 12,5    | 15       | 11,8     | 11,2     | 12,6     | 121,8    |
| Nombre de jours avec neige            | 4,9      | 4,8      | 3,7      | 1        | 0       | 0       | 0       | 0       | 0        | 1,3      | 5,4      | 7,7      | 28,8     |

## Histoire
C'était à l'origine un camp pour les ouvriers qui travaillaient au chantier de l'Alaska Railroad. Elle a été nommée en 1912 comme station du chemin de fer de l'Alaska, d'après l'aventure d'un traineau à chien qui transportait du courrier en 1903 qui a eu des difficultés à se débarrasser d'un élan (moose en anglais) lors d'une tournée. La poste a été établie en 1928.

## Sources et références
- (en) Cet article est partiellement ou en totalité issu de l’article de Wikipédia en anglais intitulé « Moose Pass, Alaska » (voir la liste des auteurs).

1. ↑  « Statistiques des États-Unis - Alaska - Profils des communautés de 2010 » (consulté en novembre 2020)
2. ↑  (en) « Climate », sur weather.gov, NOAA's National Weather Service (consulté le 21 novembre 2023).